# Ungkarlsmamman
Ungkarlsmamman (engelska: Bachelor Mother) är en amerikansk långfilm från 1939 i regi av Garson Kanin, med Ginger Rogers, David Niven, Charles Coburn och Frank Albertson i rollerna. Filmen spelades in på nytt som En pappa för mycket (1956).

## Handling
Polly Parrish (Ginger Rogers) arbetar tillfälligt på Merlins varuhus under julen. På väg ut på lunch träffar hon på en kvinna som lämnar en baby vid dörren framför en välgörenhetsorganisation. Polly oroar sig och tar med sig barnet in, men folket därinne tror att hon är mamma till barnet. När hon försöker förklara att hon inte är mamma vägrar de lyssna och de söker upp David Merlin (David Niven), son till chefen över varuhuset. Med hans hjälp ger de henne ett fast jobb och en löneökning så hon kan ta hand om barnet som inte ens är hennes. Förvecklingar uppstår och Polly och David börjar tillbringa mer tid ihop och snart börjar känslor uppstå.

## Rollista
| Ginger Rogers     | – Polly Parrish  |
| David Niven       | – David Merlin   |
| Charles Coburn    | – J.B. Merlin    |
| Frank Albertson   | – Freddie Miller |
| E.E. Clive        | – Butler         |
| Elbert Coplen Jr. | – Johnnie        |
| Ferike Boros      | – Mrs. Weiss     |
| Ernest Truex      | – Inspektör      |
| Leonard Penn      | – Jerome Weiss   |
| Paul Stanton      | – Hargraves      |
| Frank M. Thomas   | – Läkare         |
| Edna Holland      | – Husmor         |
| Dennie Moore      | – Mary           |
| June Wilkins      | – Louise King    |

## Produktion
Ginger Rogers hade innan filmen spelat in nio filmer med Fred Astaire men var nu nervös över sin nya film utan sin motspelare. Filmens manus kunde leda till vissa problem, men producenten Pandro Berman lovade henne att karaktärerna skulle bli levande och varma och att allt skulle behandlas smakfullt.
Filmens manus anpassades från den tyska Kleine Mutti (Lilla Mamma, 1935) av Norman Krasna som även tidigare skrivit romantiska komedier baserade på misstagen identitet såsom Den rikaste flickan i världen (1934).

## Mottagande
Filmen blev en av årets största succéer och både David Niven och Ginger Rogers fick berömmande kritik.

## Utmärkelser
Oscar
- Nominerad: Bästa originalhistoria (Felix Jackson)